# Miroslav Jauris
Miroslav Jauris (* 28. července 1928 Výlok) je český logik.

## Život
Miroslav Jauris se narodil 28. července 1928 ve Vyloku na Podkarpatské Rusi (tehdy součást Československa, nyní na Ukrajině). Působil jako odborný asistent na katedře filozofie Filozofické fakulty[kde?] a v roce 1970 byl ustanoven vedoucím oddělení logiky. V roce 1990 se z někdejšího oddělení logiky katedry marxisticko-leninské filozofie stala samostatná katedra logiky a docent Miroslav Jauris na ni přešel jako její vedoucí.

## Výběr z díla
- Spolu s: MATERNA, Pavel, ed. Logika: učeb. text pro 3. roč. školy střední všeobec. vzdělávací (11. roč.). 7 vyd. Praha: SPN, 1954–1961.
- Spolu s: MATERNA, Pavel, ed. Logika: Učebný text pre 11. postupný ročník všeobecnovzdelávacích škôl a pre pedagogické školy. 3 vyd. Bratislava: Slov. pedagog. nakl., 1956–1959.
- Spolu s: ZICH, Otakar a kol. Moderní logika. Praha: Orbis, 1958. 240, [3] s. Malá moderní encyklopedie; Sv. 7.
- Logika: Pre 2. ročník stredných všeobecnovzdelávacích škôl. 1. vyd. Bratislava: Slov. pedagog. nakl., 1969. 232 s.
- Logika: az általános Középiskolák 2. évfolyama számára. Bratislava: Slovenské pedagogické nakladateľstvo, 1970. 250 stran.
- Logika. Vyd. 1. Praha: Státní pedagogické nakladatelství, 1970. 205 s. Učebnice pro střední všeobecné vzdělávací školy.
- Lohika dlja 2-ho klasu serednìch zahal'noosvìtnìch škìl. V Bratìslavì: Slovac'ke pedahohične vydavnyctvo, 1970. 213 stran.
- Spolu s: BERKA, Karel. Logika: Učebnice pro gymnázia. Praha: SPN, 1978. 205, [1] s. Učebnice pro stř. školy.
- Ed. Bernard Bolzano: 1781–1848. Praha: UK, 1981. 150 s.
- Spolu s: ZASTÁVKA, Zdeněk. Základy neformální logiky: učební text pro střední školy. Praha: S & M, 1992. 63 s. ISBN 80-901387-1-3.